# Алопатрично видообразуване
Алопатрично видообразуване (или алопатрия) е термин от областта на биогеографията, екологията и еволюционната биология, с който се обозначава видообразуване, при което популацията се разделя на две изолирани в географско отношение алопатрични популации (например, поради раздробяване на местообитанията вследствие на промяна на релефа като орогенезис или социална промяна емиграция). Вследствие на това, изолираните популации са подложени на генотипни и/или фенотипни диференциации.
Диференциациите се получават поради това, че популациите:
- (а) биват подложени на различен по сила отбор, или
- (б) независимо една от друга са подложени на генетичен дрейф.

Когато популациите отново влязат в контакт една с друга, те може дотолкова да са еволюирали, че да са се изолирали репродуктивно и да не са повече в състояние да обменят гени.
Видообразуването настъпва в случаите, когато една популация е изолирана от друга. Пътят, по който това става, е свързан с мутации и адаптации в резултат на променените условия на околната среда. Старият вид бива постепенно заменен с нов. Вторият начин на диференциация е свързан със случаите, когато от родителския (изходния) вид произлязат един или повече видове, всеки от които продължи самостоятелно съществуването и развитието си.